# Realms of Darkness
Realms of Darkness est un jeu vidéo de rôle développé et publié par Strategic Simulations en 1986 sur Apple II et Commodore 64. Le jeu se déroule dans un univers médiéval-fantastique dans lequel le joueur contrôle un groupe de huit aventuriers devant visiter des cités et explorer des donjons afin d’accomplir sept quêtes. Au début du jeu, le joueur peut choisir la race de ses différents personnages parmi les quatre disponibles dans le jeu – humain, nain, elfe et gnome  - ainsi que leur classe de personnage : guerrier, sorcier, prêtre, voleur, champion, chevalier, barbare ou moine,,. Au total, Strategic Simulations a vendu 9 022 copies du jeu.
Rétrospectivement, la journaliste Scorpia du magazine Computer Gaming World juge que Realms of Darkness n’est, au mieux, qu’un jeu d’un intérêt « modéré ».  Elle juge en effet qu’il est « extrêmement linéaire », le joueur devant terminé une quête avant de passer à la suivante, et que son système de combat n’est pas aussi équilibré qu’il aurait dû l’être. Elle conclut donc qu’il est destiné aux joueurs débutants plus qu’à n’importe qui d’autres.